# Alfred Frank Millidge
Alfred Frank Millidge, född 1914, död den 16 april 2012 i Tokyo, var en brittisk araknolog som var specialiserad på spindlar.
Auktorsnamnet Millidge kan användas för Alfred Frank Millidge i samband med ett vetenskapligt namn inom zoologin; se Wikipedia-artiklar som länkar till auktorsnamnet.
|  | Wikispecies har information om Alfred Frank Millidge. |